# Дукс биплан
Дукс биплан је руски извиђачки и школски авион, направљен на основу француског авиона Фарман VII. Био је једномоторни двокрилац са два члана посаде. Пројектовала га је и произвела руска фабрика авиона Дукс 1912. године за учешће на конкурсу који је расписала руска војска. Авион није био наоружан.

## Технички опис
Труп авиона чине две решеткасте правоугаоне конструкције које су се у репу спајале тако да су чиниле троугао. На месту споја је био постављен вертикални стабилизатор и кормила правца док је хоризонатални репни стабилизатор био постављен на горњу ивицу решеткасте конструкције трупа. Стабилизатори су направљени као дрвене конструкције пресвучене импрегнираним платном. Авион није имао кабину него су на дрвену конструкцију изнад доњег крила постављена два седишта са наслоном на коме су седеле две особе: инструктор/извиђач и пилот.
У авион Дукс биплан је био уграђен седмоцилиндрични радијални ротациони мотор са ваздушним хлађењем Gnome снаге 50 kW.  Мотор је постављен иза седишта пилота и био је опремљен са двокраком потисном дрвеном елисом фиксног корака.
Крила су такође дрвене конструкције пресвучене импрегнираним платном. Крилца су се налазила само на горњим крилима. Авиони овог типа су испред крила (уместо кљуна) имали висинско кормило које је такође било дрвене конструклције пресвучене импрегнираним платном.
Стајни трап авиона је био класичног типа, напред је имао две фиксне ноге направљене од дрвета у облику санки (што је онемогућавало превртање авиона на нос при слетању) са удвојеним бициклистичким точковима на свакој од скија, а испод репа се налазили једна дрвена дрљача, као трећа ослона тачка. Удвојени точкови су трпели лошије припремљене писте и толерисале грешке пилота при слетању, што је овај авион препоручивао за обуку пилота.

## Коришћење авиона Дукс биплан у Србији
Архимандрит Михајло Урошевић је у Русији по налогу српске владе купио и један авион Дукс-биплан и он је са руским пилотом А. Агафоновим и механичаром В. Савељевим стигао у Србију 1. новембра 1912. године. По доласку авион је одмах је упућен у Прилеп где је пилот Агафонов требало да лети. Међутим лоше време и слаб мотор је ово онемогућило. Први лет српски пилоти на авиону Дукс-биплан са српском заставом су обавили 10. децембра 1912. године над Скопљем. То су били поручник Ј. Југовић и наредник М. Петровић. После овога авион је упућен као помоћ Црногорској Војсци код опсаде Скадра са пилотом Кирштајном и механичарем Бженсинским. По погибији М. Петровића јачи мотор са уништеног Фармана HF.20 је пребачен на авион Дукс-биплан. По повратку у базу у Нишу, на овом авиону су вршени тренажни летови. Авион Дукс биплан није био наоружан с обзиром на намену и време у коме је коришћен.

## Корисници
- Руска Империја
- Краљевина Србија